# Trisetum
Trisetum Pers., 1805 è un genere di piante angiosperme monocotiledoni della famiglia delle Poacee.

## Tassonomia
Il genere comprende le seguenti specie:
- Trisetum alpestre (Host) P.Beauv.
- Trisetum ambiguum Rúgolo & Nicora
- Trisetum argenteum (Willd.) Roem. & Schult.
- Trisetum bertolonii Jonsell
- Trisetum buschianum Seredin
- Trisetum caudulatum Trin.
- Trisetum clarkei (Hook.f.) R.R.Stewart
- Trisetum debile Chrtek
- Trisetum flavescens (L.) P.Beauv.
- Trisetum fuscum (Kit. ex Schult.) Schult.
- Trisetum glomeratum  (Kunth) Trin. ex Steud.
- Trisetum gracile (Moris) Boiss.
- Trisetum laconicum Boiss. & Orph.
- Trisetum longiglume Hack.
- Trisetum macbridei Hitchc.
- Trisetum macrotrichum Hack.
- Trisetum rigidum (M.Bieb.) Roem. & Schult.
- Trisetum tamonanteae Marrero Rodr. & S.Scholz
- Trisetum velutinum Boiss.
- Trisetum yunnanense Chrtek